# Uranovi prstenovi
Uranovi prstenovi su sustav prstenova oko planeta Urana. Znatno su jednostavniji od Saturnovih, no ipak složeniji od sustava prstenova oko Jupitera i Neptuna. Uranove prstenove otkrili su 10. ožujka 1977. James L. Elliot, Edward W. Dunham i Jessica Mink. William Herschel također je izvijestio o promatranju prstenova 1789., no moderni astronomi su podijeljeni oko toga je li ih uopće mogao vidjeti, jer su vrlo slabog sjaja.
Do 1977. identificirano je devet različitih prstenova. Dva dodatna prstena otkrivena su 1986. na slikama koje je snimila svemirska letjelica Voyager 2, a dva vanjska prstena pronađena su 2003. – 2005. na fotografijama svemirskog teleskopa Hubble. Redoslijedom od planeta prema vani, 13 poznatih prstenova označeni su kao 1986U2R/ζ, 6, 5, 4, α, β, η, γ, δ, λ, ε, ν i μ. Njihov radijus se kreće od oko 38.000 km (prsten 1986U2R/ζ) prsten do oko 98.000 km (prsten μ). Između glavnih prstenova mogu postojati dodatne slabe trake prašine i nepotpuni lukovi. Prstenovi su izuzetno tamni — Bolometrijski albedo čestica prstenova ne prelazi 2%. Vjerojatno se sastoje od vodenog leda s dodatkom neke tamne organske tvari promijenjene zračenjem.
Većina Uranovih prstenova neprozirna je i široka samo nekoliko kilometara. Sustav prstenova općenito sadrži malo prašine, a sastoji se uglavnom od velikih tijela promjena od 20 cm do 20 m. Neki prstenovi su optički tanki: široki i slabašni prstenovi 1986U2R/ζ, μ i ν napravljeni su od malih čestica prašine, dok uzak i slabašan λ prsten također sadrži veća tijela. Relativni nedostatak prašine u sustavu prstena može biti posljedica aerodinamičkog otpora iz proširene Uranove egzosfere.
Smatra se da su Uranovi prstenovi relativno mladi, mlađi od 600 milijun godina. Uranov prstenasti sustav vjerojatno je nastao zbog sudara nekoliko mjeseca koji su nekada postojali oko planeta. Nakon sudara, mjeseci su se vjerojatno raspali na mnoge čestice, koje su preživjele kao uski i optički gusti prstenovi samo u strogo ograničenim zonama maksimalne stabilnosti.
Mehanizam koji drži uske prstenove u svojim granicama nije dobro shvaćen. U početku se pretpostavljalo da svaki uski prsten ima par obližnjih pastirskih satelita koji drže unutar zone prstena. Godine 1986. Voyager 2 otkrio je samo jedan takav par pastira (Cordelia i Ophelia ) oko najsvjetlijeg prstena (ε), a slabašni ν (čita se: nu) prsten je kasnije otkriven između orbita Portije i Rosalinde.

## Otkriće
Prvo spominjanje Uranovog prstenastog sustava potječe iz bilješki Williama Herschela s detaljima njegovih promatranja Urana u 18. stoljeću, koje uključuju sljedeći odlomak: "22. veljače 1789.: posunnjao sam na prsten". Herschel je nacrtao mali dijagram prstena i primijetio da je "malo nagnut prema crvenom". Teleskop Keck na Havajima u međuvremenu je potvrdio da je tome tako, barem za ν (nu) prsten. Herschelove bilješke objavljene su u časopisu Kraljevskog društva 1797. godine. U dva stoljeća između 1797. i 1977. prstenje se rijetko spominje, ili se uopće spominje. Ovo baca ozbiljnu sumnju na to je li Herschel mogao vidjeti nešto slično dok stotine drugih astronoma nisu vidjele ništa. Herschel je navodno točno opisao veličinu ε prstena u odnosu na Uran, njegove promjene dok Uran putuje oko Sunca i njegovu boju.
Definitivno otkriće Uranovih prstenova dolazi 10. ožujka 1977. od astronoma Jamesa L. Elliota, Edwarda W. Dunhama i Jessice Mink, koji su koristili Kuiper Airborne Observatory. Otkriće je bilo slučajno. Planirali su iskoristiti okultaciju zvijezde SAO 158687 Uranom za proučavanje atmosfere planeta. Kada su njihova opažanja analizirana, otkrili su da je zvijezda nakratko nestala iz vidokruga pet puta prije i nakon što ju je planet pomračio. Zaključili su da postoji sustav uskih prstenova. Pet okultacijskih događaja koje su promatrali u svojim su radovima označavali grčkim slovima α, β, γ, δ i ε. Od tada se ove oznake koriste kao nazivi prstenova. Kasnije su pronašli četiri dodatna prstena: jedan između β i γ prstena i tri unutar α prstena. Prvi je nazvan η prsten. Potonji su nazvani prstenovi 4, 5 i 6—prema numeriranju okultacijskih događaja u jednom radu. Uranov prstenasti sustav bio je drugi otkriven u Sunčevom sustavu, nakon Saturnovog.
Prstenovi su izravno snimljeni kada je svemirska letjelica Voyager 2 prošla kroz Uranov sustav 1986. Otkrivena su još dva slabašna prstena, čime je ukupan broj porastao na jedanaest.  Svemirski teleskop Hubble otkrio je dodatna 2 prethodno nevidljiva prstena u razdoblju 2003. – 2005., čime je ukupan broj narastao na sadašnjih 13. Otkriće ovih vanjskih prstenova udvostručilo je poznati radijus sustava prstenova. Hubble je također po prvi put snimio dva mala satelita, od kojih jedan, Mab, dijeli orbitu s najudaljenijim novootkrivenim μ prstenom.

## Opća svojstva
Prema dosadašnjim saznanjima, Uranov sustav prstenova se sastoji od trinaest različitih prstenova. Redoslijedom povećanja udaljenosti od planeta to su: 1986U2R/ζ, 6, 5, 4, α, β, η, γ, δ, λ, ε, ν, μ prstenovi. Mogu se podijeliti u tri skupine: devet uskih glavnih prstenova (6, 5, 4, α, β, η, γ, δ, ε), dva prstena od prašine (1986U2R/ζ, λ) i dva vanjska prstena (ν, μ). Uranovi prstenovi sastoje se uglavnom od makroskopskih čestica i malo prašine, iako je poznato da je prašina prisutna i u prstenovima 1986U2R/ζ, η, δ, λ, ν i μ. Osim ovih dobro poznatih prstenova, mogu postojati brojne optički tanke trake prašine i slabašni prstenovi između njih. Ovi slabašni prstenovi i trake prašine mogu postojati samo privremeno ili se sastoje od niza zasebnih lukova, koji se ponekad otkrivaju tijekom okultacija. Neki od njih postali su vidljivi tijekom niza događaja vezanih uz prolazak kroz ravninu prstenova 2007. Broj traka prašine između prstenova uočio je Voyager 2 u geometriji raspršenja prema naprijed. Svi Uranovi prstenovi pokazuju azimutalne varijacije sjaja.
Prstenovi su izrađeni od izuzetno tamnog materijala. Geometrijski albedo čestica prstena ne prelazi 5-6%, dok je bolometrijski albedo još niži - oko 2%. Prstenaste čestice pokazuju strmo suprotstavljanje—povećanje albeda kada je fazni kut blizu nule. To znači da je njihov albedo mnogo niži kada ih se promatra malo izvan opozicije. Prstenovi su blago crveni u ultraljubičastom i vidljivom dijelu spektra i sivi u bliskom infracrvenom. Oni ne pokazuju nikakva prepoznatljiva spektralna obilježja. Kemijski sastav čestica prstena nije poznat. Ne mogu biti načinjeni od čistog vodenog leda poput Saturnovih prstenova jer su pretamni, tamniji od unutarnjih Uranovih mjeseca. To ukazuje da su vjerojatno sastavljeni od mješavine leda i tamnog materijala. Priroda ovog materijala nije jasna, ali se sumnja na organske spojeve znatno potamnjene zračenjem nabijenih čestica iz Uranove magnetosfere. Čestice prstenova mogu se sastojati od jako obrađenog materijala koji je u početku bio sličan onom od unutarnjih mjeseca.
U cjelini, sustav prstenova Urana ne nalikuje ni slabim prašnjavim prstenovima Jupitera ni širokim i složenim Saturnovim prstenovima, od kojih su neki sastavljeni od vrlo svijetlog materijala - vodenog leda. Postoje sličnosti s nekim dijelovima potonjeg sustava prstenova; Saturnov F prsten i Uranov ε prsten su uski, relativno tamni i čuva ih po par pastriskih satelita.ref name=Esposito2002/> Novootkriveni vanjski ν i μ prstenovi Urana slični su vanjskim G i E prstenovima Saturna. Uski prstenovi koji postoje u širokim Saturnovim prstenovima također nalikuju uskim prstenovima Urana. Osim toga, trake prašine opažene između glavnih prstenova Urana mogu biti slične Jupiterovim prstenovima. Nasuprot tome, Neptunov sustav prstenova prilično je sličan Uranovom, iako je manje složen, tamniji i sadrži više prašine; Neptunski prstenovi također su smješteni dalje od planeta u usporedbi s Uranovim.

## Uski glavni prstenovi

### Prsten ε (epsilon)
Prsten ε je najsvjetliji i najgušći dio Uranovog prstenastog sustava i odgovoran je za oko dvije trećine svjetlosti koju reflektiraju prstenovi. Iako je najekcentričniji od Uranovih prstenova, ima zanemarivu inklinaciju orbite. Ekscentricitet prstena uzrokuje promjenu njegove svjetline tijekom njegove orbite. Radijalno integrirana svjetlina prstena ε najveća je u blizini apoapse, a najmanja u blizini periapse. Omjer maksimalne i minimalne svjetline je oko 2,5–3,0. Ove varijacije su povezane s varijacijama širine prstena koja iznosi 19,7 km na periapsi i 96,4 km na apoapsi. Kako se prsten širi, količina zasjenjenja između čestica se smanjuje i više njih dolazi u vidokrug, što dovodi do veće integrirane svjetline. Varijacije širine izmjerene su izravno iz slika Voyagera 2, budući da je prsten ε bio jedan od samo dva prstena koje su razlučile Voyagerove kamere. Takvo ponašanje ukazuje da prsten nije optički tanak. Doista, promatranja okultacije provedena sa zemlje i svemirske letjelice pokazala su da njegova normalna optička dubina varira između 0,5 i 2,5, a najveća je u blizini periapsisa. Ekvivalentna dubina ε prstena je oko 47 km, a nepromjenjiv je oko orbite.
Geometrijska debljina ε prstena nije točno poznata, iako je prsten sigurno vrlo tanak - prema nekim procjenama samo 150 m. Unatoč takvoj vrlo maloj debljini, sastoji se od nekoliko slojeva čestica. ε prsten je prilično napučeno mjesto s faktorom popunjenosti u blizini apoapse koji se prema različitim izvorima procjenjuje na 0,008 do 0,06. Srednja veličina čestica prstena je 0,2-20,0 m, a srednja udaljenost je oko 4,5 puta veća od njihovog radijusa. Prsten je gotovo lišen prašine, vjerojatno zbog aerodinamičkog otpora Uranove proširene atmosferske korone. Zbog svoje male debljine, ε prsten je nevidljiv kada se gleda s ruba. To se dogodilo 2007. godine kada je Zemlja prošla kroz ravninu prstenova.
Svemirska letjelica Voyager 2 primijetila je čudan signal iz ε prstena tijekom eksperimenta radiookultacije. Signal je izgledao kao snažno pojačanje raspršenja prema naprijed na valnoj duljini 3,6 cm u blizini apoapsis prstena. Tako snažno raspršenje zahtijeva postojanje koherentne strukture. Da ε prsten ima tako finu strukturu potvrđeno je mnogim okultacijskim promatranjima. Čini se da se ε prsten sastoji od niza uskih i optički gustih prstenova, od kojih neki mogu imati nepotpune lukove.
Poznato je da prsten ε ima unutarnje i vanjske pastirske mjesece — Cordeliju i Ofeliju. Unutarnji rub prstena je u rezonanciji 24:25 s Cordelijom, a vanjski rub je u rezonanciji 14:13 s Ofelijom. Mase mjeseca moraju biti najmanje tri puta veće od mase prstena da bi ga mogli učinkovito ograničiti.  Procjenjuje se da je masa ε prstena oko 10 16 kg.

### Prsten δ (delta)
Prsten δ je kružnog oblika i blago nagnut. Pokazuje značajne neobjašnjive azimutne varijacije normalne optičke dubine i širine. Jedno moguće objašnjenje je da prsten ima azimutnu strukturu nalik valovima, koju pobuđuje mali mjesec unutar njega. Oštri vanjski rub prstena δ je u rezonanciji 23:22 s Cordelijom. Prsten δ se sastoji od dvije komponente: uske optički guste komponente i širokog unutrašnjeg ramena s malom optičkom dubinom. Širina uske komponente je 4,1–6,1 km, a ekvivalentna dubina je oko 2,2 km, što odgovara normalnoj optičkoj dubini od oko 0,3–0,6. Široka komponenta prstena je oko 10-12 km širok, a njegova ekvivalentna dubina je blizu 0,3 km, što ukazuje na nisku normalnu optičku dubinu od 3 × 10 −2 Ovo je poznato samo iz podataka o okultaciji jer eksperiment snimanja Voyagera 2 nije uspio razlučiti δ prsten. Kada ga je Voyager 2 promatrao u geometriji raspršenja prema naprijed, prsten δ se činio relativno svijetlim, što je kompatibilno s prisutnošću prašine u njegovoj širokoj komponenti. Široka komponenta je geometrijski deblja od uske komponente. To podupiru opažanja događaja prolaska Zemlje kroz ravninu prstena 2007., kada je prsten δ ostao vidljiv, što je u skladu s ponašanjem istovremeno geometrijski debelog i optički tankog prstena.

### Prsten γ (gama)
Prsten γ je uzak, optički gust i blago ekscentričan. Njegova orbitalna inklinacija je gotovo nula. Širina prstena varira u rasponu od 3,6 do 4,7 km, iako je ekvivalentna optička dubina konstantna na 3,3 km. Normalna optička dubina γ prstena je 0,7-0,9. Tijekom događaja križanja ravnine prstena 2007. γ prsten je nestao, što znači da je geometrijski tanak poput ε prstena i bez prašine. Širina i normalna optička dubina γ prstena pokazuju značajne azimutne varijacije. Mehanizam zatvaranja tako uskog prstena nije poznat, ali je primijećeno da je oštar unutarnji rub γ prstena u rezonanciji 6:5 s Ofelijom.

### Prsten η (eta)
Prsten η ima orbitalni ekscentricitet i nagib nula. Kao i δ prsten, sastoji se od dvije komponente: uske optički guste komponente i širokog vanjskog ramena s malom optičkom dubinom. Širina uske komponente je 1,9–2,7 km, a ekvivalentna dubina je oko 0,42 km, što odgovara normalnoj optičkoj dubini od oko 0,16–0,25. Široka komponenta je oko 40 km, a njegova ekvivalentna dubina je blizu 0,85 km, što ukazuje na nisku normalnu optičku dubinu od 2 × 10 −2. Riješeno je na slikama Voyagera 2. U svjetlosti raspršenoj prema naprijed, η prsten je izgledao svijetlo, što ukazuje na prisutnost značajne količine prašine u ovom prstenu, vjerojatno u širokoj komponenti. Široka komponenta mnogo je deblja (geometrijski) od uske. Ovaj zaključak podupiru opažanja događaja prelaska ravnine prstena 2007., kada je η prsten pokazao povećanu svjetlinu, postavši druga najsvjetlija značajka u sustavu prstena. To je u skladu s ponašanjem geometrijski debelog, ali istovremeno optički tankog prstena. Kao i većina drugih prstenova, η prsten pokazuje značajne azimutne varijacije u normalnoj optičkoj dubini i širini. Uska komponenta na nekim mjestima čak i nestaje.

### Prstenovi α (alfa) i β (beta)
Nakon prstena ε, prstenovi α i β su najsjajniji od Uranovih prstenova. Kao i ε prsten, oni pokazuju pravilne varijacije u svjetlini i širini. Najsvjetlije su i najšire 30° od apoapsisa, a najtamnije i najuže 30° od periapsisa. α i β prstenovi imaju značajan orbitalni ekscentricitet i nezanemariv nagib.  Širina ovih godova je 4,8–10 km i 6,1–11,4 km, odnosno. Ekvivalentne optičke dubine su 3,29 km i 2,14 km, što rezultira normalnim optičkim dubinama od 0,3–0,7 odnosno 0,2–0,35. Tijekom događaja križanja ravnine prstena 2007. prstenovi su nestali, što znači da su geometrijski tanki poput ε prstena i bez prašine. Isti događaj otkrio je debelu i optički tanku traku prašine neposredno izvan β prstena, koju je također ranije opazio Voyager 2. Procjenjuje se da su mase α i β prstenova oko 5 × 10  kg (svaki)—polovica mase ε prstena.

### Prstenovi 6, 5 i 4
Prstenovi 6, 5 i 4 su najunutarnjiji i najtamniji od Uranovih uskih prstenova. To su najnagnutiji prstenovi, a njihovi orbitalni ekscentriciteti su najveći isključujući ε prsten. Zapravo, njihovi nagibi (0,06°, 0,05° i 0,03°) bili su dovoljno veliki da Voyager 2 može promatrati njihove elevacije iznad Uranove ekvatorijalne ravnine, koje su bile 24-46 km.  Prstenovi 6, 5 i 4 također su najuži prstenovi Urana, dimenzija 1,6–2,2 km, 1,9–4,9 km odnosno 2,4–4,4 km širine. Njihove ekvivalentne dubine su 0,41 km, 0,91 i 0,71 km što rezultira normalnom optičkom dubinom 0,18–0,25, 0,18–0,48 i 0,16–0,3. Nisu bili vidljivi tijekom prolaska Zemlje ravninom prstenova 2007. zbog svoje male debljine i nedostatka prašine.

## Prstenovi od prašine

### Prsten λ (lambda)
Prsten λ je bio jedan od dva prstena koje je otkrio Voyager 2 1986. To je uzak, slabašan prsten koji se nalazi točno unutar ε prstena, između njega i mjeseca pastira Kordelije. Ovaj mjesec briše tamnu stazu unutar λ prstena. Kada se gleda u svjetlu raspršenom unatrag, prsten λ je izuzetno uzak—oko 1–2 km—i ima ekvivalentnu optičku dubinu 0,1–0,2 km na valnoj duljini 2.2 μm. Normalna optička dubina je 0,1-0,2. Optička dubina λ prstena pokazuje jaku ovisnost o valnoj duljini, što je netipično za Uranov prstenasti sustav. Ekvivalentna dubina je čak 0,36 km u ultraljubičastom dijelu spektra, što objašnjava zašto je λ prsten prvotno otkriven samo u UV okultacijama zvijezda od strane Voyagera 2. Detekcija tijekom okultacije zvijezde na valnoj duljini 2.2 μm objavljena je tek 1996.
Izgled prstena λ dramatično se promijenio kada je opažen u svjetlosti raspršenoj prema naprijed 1986. U ovoj geometriji prsten je postao najsjajnija značajka Uranovog prstenastog sustava, nadmašujući ε prsten. Ovo opažanje, zajedno s ovisnošću optičke dubine o valnoj duljini, ukazuje da λ prsten sadrži značajnu količinu prašine veličine mikrometra. Normalna optička dubina ove prašine je 10 −4 –10 −3. Promatranja teleskopa Keck 2007. tijekom događaja prelaska ravnine prstena potvrdila su ovaj zaključak, jer je λ prsten postao jedna od najsvjetlijih karakteristika u sustavu Uranovog prstena.
Detaljna analiza slika Voyagera 2 otkrila je azimutne varijacije u svjetlini λ prstena. Čini se da su varijacije periodične, nalikuju stojnom valu. Podrijetlo ove fine strukture u λ prstenu ostaje misterij.

### Prsten 1986U2R/ζ (zeta)
Godine 1986. Voyager 2 otkrio je široku i blijedi sloj materijala unutar prstena 6. Ovaj prsten je dobio privremenu oznaku 1986U2R. Imao je normalnu optičku dubinu od 10 −3 ili manje i bio je izuzetno slab. Smatralo se da je vidljiv samo na jednoj slici Voyagera 2, sve dok ponovna analiza podataka Voyagera 2022. nije otkrila prsten na slikama nakon susreta. Prsten se nalazio između 37.000 i 39.500 km od središta Urana, odnosno samo oko 12.000 km iznad oblaka Ponovno je primijećen tek u periodu 2003. – 2004., kada je teleskop Keck pronašao široku i blijedu ploču materijala unutar prstena 6. Ovaj prsten je nazvan prsten ζ. Položaj pronađenog ζ prstena značajno se razlikuje od onog opaženog 1986. Sada se nalazi između 37.850 i 41.350 km od središta planeta. Postoji prema unutra postupno blijedi produžetak koji doseže najmanje 32.600 km, ili možda čak do 27.000 km—u atmosferu Urana. Ova proširenja su označena kao prstenovi ζ c odnosno ζ cc.
Prsten ζ ponovno je uočen tijekom događaja križanja ravnine prstena 2007. kada je postao najsjajnija značajka prstenastog sustava, nadmašujući sve ostale prstenove zajedno. Ekvivalentna optička dubina ovog prstena je blizu 1 km (0,6 km za proširenje prema unutra), dok je normalna optička dubina opet manja od 10 −3 . Prilično različiti izgledi prstenova 1986U2R i ζ mogu biti uzrokovani različitim geometrijama gledanja: geometrija raspršenja unatrag 2003. – 2007. i geometrija raspršenja sa strane 1986. Promjene tijekom posljednjih 20 godina u distribuciji prašine, za koju se smatra da prevladava u prstenu, ne mogu se isključiti.

### Ostale trake prašine
Uz prstenove 1986U2R/ζ i λ, postoje i druge izuzetno slabe trake prašine u sustavu Uranovih prstenova. Oni su nevidljivi tijekom okultacija jer imaju zanemarivu optičku dubinu, iako su svijetli u svjetlosti raspršenoj prema naprijed.  Slike svjetlosti raspršene prema naprijed s Voyagera 2 otkrile su postojanje svijetlih traka prašine između λ i δ prstenova, između η i β prstenova, te između prstena α i prstena 4. Mnoge od ovih vrpci ponovno su otkrivene 2003. – 2004. teleskopom Keck i tijekom događaja križanja ravnine prstena 2007. u povratno raspršenoj svjetlosti, ali njihove precizne lokacije i relativne svjetline bile su drugačije od onih tijekom promatranja Voyagera. Normalna optička dubina traka prašine je oko 10 −5 ili manje. Smatra se da raspodjela veličine čestica prašine slijedi zakon potencije s indeksom p = 2.5 ± 0,5.
Osim odvojenih traka prašine, čini se da je sustav Uranovih prstenova uronjen u široku i slabu ploču prašine s normalnom optičkom dubinom koja ne prelazi 10 −3.

## Vanjski sustav prstenova
U periodu od 2003. do 2005., Hubble svemirski teleskop detektirao je par prethodno nepoznatih prstenova, koji se sada nazivaju vanjski sustav prstena, čime je broj poznatih Uranovih prstenova porastao na 13. Ti su prstenovi kasnije nazvani μ (mu) i ν (nu) prstenovi. Prsten μ je dvostruko udaljeniji od planeta od svijetlog η prstena. Vanjski prstenovi razlikuju se od unutarnjih uskih prstenova u nizu aspekata. Široki su, 17.000 i 3.800 km široko, odnosno vrlo su slabog sjaja. Njihove najveće normalne optičke dubine su 8,5 × 10 −6 i 5.4 × 10 −6, odnosno. Rezultirajuće ekvivalentne optičke dubine su 0,14 km i 0,012 km. Prstenovi imaju trokutaste radijalne profile svjetline.
Najveća svjetlina prstena μ (mu) leži gotovo točno na orbiti malog Uranovog mjeseca Mab, koji je vjerojatno izvor čestica prstena. ν (nu) prsten se nalazi između Porcije i Rosalinde i ne sadrži nijedan mjesec unutar sebe. Ponovna analiza slika Voyagera 2 svjetlosti raspršene prema naprijed jasno otkriva μ i ν prstenove. U ovoj geometriji prstenovi su puno svjetliji, što ukazuje na to da sadrže mnogo mikrometarske prašine. Vanjski prstenovi Urana mogu biti slični G i E prstenovima Saturna jer je E prsten izuzetno širok i prima prašinu s Encelada.
Prsten μ se može u potpunosti sastojati od prašine, bez ikakvih velikih čestica. Ovu hipotezu podupiru promatranja teleskopa Keck, koji nije uspio detektirati μ prsten u bliskom infracrvenom području na 2,2 μm, ali je otkrio prsten ν. Ova nemogućnost detektiranja znači da je μ prsten plave boje, što pak ukazuje da u njemu prevladava vrlo mala (submikrometarska) prašina. Prašina može biti od vodenog leda. Nasuprot tome, prsten ν je blago crvene boje.

## Dinamika i porijeklo
Izuzetan problem koji se tiče fizike koja upravlja uskim Uranovim prstenovima je njihovo ograničavanje tj. sprječavanje raspršavanja. Bez nekog mehanizma koji drži njihove čestice zajedno, prstenovi bi se brzo raširili radijalno. Životni vijek Uranovih prstenova bez takvog mehanizma ne može biti veći od 1 milijun godina. Najčešće citirani model za takvo ograničenje, koji su inicijalno predložili Goldreich i Tremaine, je da par obližnjih mjeseca, vanjski i unutarnji pastirski satelit, gravitacijski djeluju na prsten i ponašaju se kao ponori odnosno donori za prekomjerni i nedovoljni kutni moment (ili ekvivalentno, energija). Pastiri tako drže čestice prstena na mjestu, ali se sami postupno odmiču od prstena. Da bi bile učinkovite, mase pastira trebale bi premašiti masu prstena barem dva do tri faktora. Poznato je da je ovaj mehanizam na djelu u slučaju ε prstena, gdje Cordelia i Ofelia služe kao pastirski sateliti. Cordelia je također vanjski pastir δ prstena, a Ofelija je vanjski pastir γ prstena. U blizini drugih prstenova nije otkriven nijedan satelit promjena većeg od 10 km. Trenutna udaljenost Cordelije i Ofelije od ε prstena može se koristiti za procjenu starosti prstena. Izračuni pokazuju da ε prsten ne može biti stariji od 600 milijuna godina.
Budući da se čini da su Uranovi prstenovi mladi, moraju se neprestano obnavljati fragmentacijom većih tijela pri sudaru.  Procjene pokazuju da je životni vijek mjeseca od sudara veličine poput Pucka nekoliko milijardi godina. Životni vijek manjeg satelita mnogo je kraći.  Prema tome, svi trenutni unutarnji mjeseci i prstenovi mogu biti produkt poremećaja nekoliko satelita veličine Pucka tijekom posljednje četiri i pol milijarde godina Svaki takav poremećaj pokrenuo bi kaskadu sudara koja bi brzo samljela gotovo sva velika tijela u mnogo manje čestice do razine prašine. Na kraju je se većina mase gubi, a čestice su preživjele samo u položajima koji su bili stabilizirani međusobnim rezonancijama i kretanjem. Krajnji proizvod takve razorne evolucije bio bi sustav uskih prstenova. Nekoliko malih satelita još uvijek mora biti ugrađeno unutar prstenova. Najveća veličina takvih malih satelita vjerojatno je oko 10 km.
Podrijetlo traka prašine manje je problematično. Prašina ima vrlo kratak životni vijek, 100-1000 godina, i trebala bi se kontinuirano nadopunjavati sudarima između većih prstenastih čestica, mjesečeva i meteoroida izvan Uranovog sustava. Pojasevi matičnih malih satelita i čestica sami su nevidljivi zbog svoje niske optičke dubine, dok se prašina otkriva u svjetlosti raspršenoj prema naprijed. Očekuje se da će se uski glavni prstenovi i mjesečevi pojasevi koji stvaraju trake prašine razlikovati u raspodjeli veličine čestica. Glavni prstenovi imaju tijela veličine više od centimetra do metra. Takva raspodjela povećava površinu materijala u prstenima, što dovodi do visoke optičke gustoće u povratno raspršenoj svjetlosti. Nasuprot tome, trake prašine imaju relativno malo velikih čestica, što rezultira malom optičkom dubinom.

## Istraživanje
Prstenove je temeljito istražila svemirska letjelica Voyager 2 u siječnju 1986. Otkrivena su dva nova slabašna prstena - λ i 1986U2R - čime je ukupan broj tada poznat na jedanaest. Prstenovi su proučavani analizom rezultata radio, ultraljubičastih  i optičkih okultacija. Voyager 2 je promatrao prstenove u različitim geometrijama u odnosu na Sunce, stvarajući slike sa svjetlom raspršenim unatrag, naprijed i sa strane.Analiza ovih slika omogućila je izvođenje kompletne fazne funkcije, geometrijskog i Bondovog albeda čestica prstena. Dva prstena — ε i η — razdvojena su na slikama otkrivajući kompliciranu finu strukturu. Analiza Voyagerovih slika također je dovela do otkrića jedanaest unutarnjih Uranovih satelita, uključujući dva pastirska mjeseca ε prstena — Kordeliju i Ofeliju.

## Tablica svojstava prstenova
| Naziv   | Polumjer (km)  | Širina (km) | Ekv. dubina (km) | N. opt. dubina | Debljina (m) | Ekc.   | Inkl.(°) | Bilješke                                                 |
| ------- | -------------- | ----------- | ---------------- | -------------- | ------------ | ------ | -------- | -------------------------------------------------------- |
| ζcc     | 26 840–34 890  | 8 000       | 0.8              | ~ 0.001        | ?            | ?      | ?        | Proširenje prstena ζc prema unutra                       |
| ζc      | 34 890–37 850  | 3 000       | 0.6              | ~ 0.01         | ?            | ?      | ?        | Proširenje prstena ζ prema unutra                        |
| 1986U2R | 37 000–39 500  | 2 500       | <2.5             | < 0.01         | ?            | ?      | ?        | Prsten od prašine slabog sjaja                           |
| ζ       | 37 850–41 350  | 3 500       | 1                | ~ 0.01         | ?            | ?      | ?        |                                                          |
| 6       | 41 837         | 1.6–2.2     | 0.41             | 0.18–0.25      | ?            | 0.0010 | 0.062    |                                                          |
| 5       | 42 234         | 1.9–4.9     | 0.91             | 0.18–0.48      | ?            | 0.0019 | 0.054    |                                                          |
| 4       | 42 570         | 2.4–4.4     | 0.71             | 0.16–0.30      | ?            | 0.0011 | 0.032    |                                                          |
| α       | 44 718         | 4.8–10.0    | 3.39             | 0.3–0.7        | ?            | 0.0008 | 0.015    |                                                          |
| β       | 45 661         | 6.1–11.4    | 2.14             | 0.20–0.35      | ?            | 0.0040 | 0.005    |                                                          |
| η       | 47 175         | 1.9–2.7     | 0.42             | 0.16–0.25      | ?            | 0      | 0.001    |                                                          |
| ηc      | 47 176         | 40          | 0.85             | 0.2            | ?            | 0      | 0.001    | Vanjska široka komponenta prstena η                      |
| γ       | 47 627         | 3.6–4.7     | 3.3              | 0.7–0.9        | 150?         | 0.001  | 0.002    |                                                          |
| δc      | 48 300         | 10–12       | 0.3              | 0.3            | ?            | 0      | 0.001    | Unutrašnja široka komponenta prstena δ                   |
| δ       | 48 300         | 4.1–6.1     | 2.2              | 0.3–0.6        | ?            | 0      | 0.001    |                                                          |
| λ       | 50 023         | 1–2         | 0.2              | 0.1–0.2        | ?            | 0?     | 0?       | Prsten od prašine slabog sjaja                           |
| ε       | 51 149         | 19.7–96.4   | 47               | 0.5–2.5        | 150?         | 0.0079 | 0        | Pastriski sateliti: Kordelija i Ofelija                  |
| ν       | 66 100–69 900  | 3 800       | 0.012            | 0.000054       | ?            | ?      | ?        | Između Porcije i Rozalinde, vršna svjetlina na 67 300 km |
| μ       | 86 000–103 000 | 17 000      | 0.14             | 0.000085       | ?            | ?      | ?        | Kod Maba,vršna svjetlina na 97 700 km                    |